# NGC 1611
NGC 1611 ist eine linsenförmige Galaxie vom Hubble-Typ S0/a im Sternbild Eridanus am Südsternhimmel. Sie ist schätzungsweise 189 Millionen Lichtjahre von der Milchstraße entfernt und hat einen Durchmesser von etwa 115.000 Lichtjahren.
Im selben Himmelsareal befinden sich u. a. die Galaxien NGC 1607, NGC 1609, NGC 1612, NGC 1613.
Das Objekt wurde am 26. November 1786 von Wilhelm Herschel entdeckt.